# 美祢駅
美祢駅（みねえき）は、山口県美祢市大嶺町東分字平城にある、西日本旅客鉄道（JR西日本）美祢線の駅である。美祢市の代表駅。

## 歴史
- 1916年（大正5年）9月15日：美祢軽便鉄道の伊佐駅（現 南大嶺駅）と重安駅間開業と同時に、吉則停留場（よしのりていりゅうじょう）として設置される[1]。
- 1920年（大正9年）6月1日：美祢軽便鉄道が美禰軽便線として国有化され、国有鉄道に移管[1]。同時に駅に昇格し、吉則駅となる[3]。
- 1922年（大正11年）9月2日：軽便線の呼称廃止に伴い美禰軽便線が美禰線に改称され、当駅もその所属となる[1]。
- 1963年（昭和38年）10月1日：美祢駅に改称する[4][4]。これに合わせて線路名称の表記も「美禰線」から「美祢線」に改められる。
- 1982年（昭和57年）10月1日：専用線発着を除く貨物の車扱取扱を廃止する[4]。
- 1984年（昭和59年）2月1日：荷物の取扱を廃止する[3]。
- 1987年（昭和62年）4月1日：国鉄分割民営化により、西日本旅客鉄道・日本貨物鉄道の駅となる[4]。
- 1998年（平成10年）
  - 4月1日：宇部港駅への石灰石輸送貨物列車が廃止される[4]。
  - 6月15日：岡見駅への炭酸カルシウム・フライアッシュ輸送貨物列車の運行を開始する[4]。
- 2004年（平成16年）10月1日：みどりの窓口の営業時間中に、窓口閉鎖時間帯を導入。
- 2010年（平成22年）7月15日：大雨による厚狭川氾濫で橋梁や路盤流失に伴い美祢線の全線が不通となる。
- 2011年（平成23年）9月26日：始発列車より美祢線全線の運転が再開される。
- 2014年（平成26年）4月1日：日本貨物鉄道の駅が廃止され、貨物の取扱が終了[5]。
- 2021年（令和3年）
  - 5月31日：みどりの窓口の営業を終了[6]。
  - 6月1日：終日無人化[6]。
- 2023年（令和5年）7月1日：大雨による厚狭川増水で橋梁や路盤が流出[7]。全線不通となり、営業休止。4日より代行バスが運行開始[8][9]。

## 駅構造
単式ホーム1面1線のホームを持つ地上駅で、構内の南東側（1番のりば）に接して駅舎がある。かつては単式ホーム1面1線と島式ホーム1面2線、合計2面3線のホームを持つ地上駅で、単式(1番のりば)・島式(2・3番のりば)両ホームは構内踏切で結ばれていた。
場内信号機・出発信号機の配置上、もともと1番のりばが上り本線、3番のりばが下り本線で、上下線ともいずれののりばからの発着も可能であった。しかし2022年3月時点で2・3番のりばは使用されておらず、同のりばの出発信号機や場内信号機は覆い板で被覆されていた。また、駅南端側の各線路には枕木による仮設の車止めが設置されており、構内踏切への降り口は蓋で塞がれており使用できないようになっている。2023年6月時点では2・3番のりばのホームとレールは残っているものの、それに関係する信号機や出発反応標識は撤去され、1番のりばについても番線表示灯が撤去されており、のりば番号のない1面1線のホームに上下列車が発着する駅になっている。
長門鉄道部 が管理する無人駅である。かつては美祢線の中間駅では唯一みどりの窓口が設置されている駅でもあった。なお、かつては売店とうどん屋が営業していたが、それぞれ2008年（平成20年）と2007年（平成19年）に閉店している。
特定日のみ当駅始発の列車が設定されている。

### のりば
| のりば             | 路線           | 方向           | 行先             |
| ------------------ | -------------- | -------------- | ---------------- |
| 駅舎に接するホーム | ■美祢線        | 下り           | 長門市・仙崎方面 |
| 駅舎に接するホーム | ■美祢線        | 上り           | 厚狭行き         |
| 島式ホーム         | （使用停止中） | （使用停止中） | （使用停止中）   |

※旅客案内上の「のりば番号」は駅舎に隣接するホームが「1番のりば」、島式ホーム駅舎側が「2番のりば」外側が「3番のりば」であったが、列車運転指令における番線番号は駅舎反対側から順に付番されているため、それぞれが逆転していた（1番のりばの線路番号は「3番線」、2番のりばは「2番線」、3番のりばは「1番線」）。現在はホーム上ののりば番号表記がなくなったが、運転指令上は3番線のみが使用されている格好になっている。

## 貨物取扱・専用線

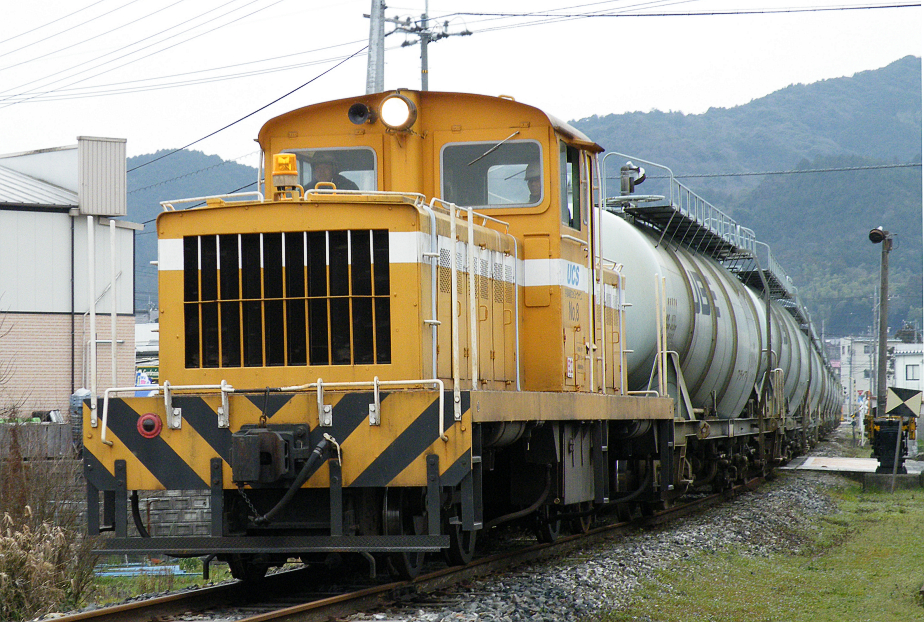
工場から美祢駅に向かう貨物列車（2009年3月）

かつて併設されていた日本貨物鉄道（JR貨物）の駅は、専用線発着の車扱貨物の取扱駅であった。
旅客ホームの北500mほどの場所に「美祢ヤード」と呼ばれる小規模な操車場があり、ここから南東方向へ伸び宇部興産伊佐セメント工場（現・UBE三菱セメント）へ至る全長2kmほどの専用線があった。
かつては石炭輸送で多くの貨物列車が発着していたが、大嶺炭鉱の閉山により石炭輸送は廃止された。また、宇部港駅への石灰石輸送は宇部伊佐専用道路の開通後は同道路を使用したトラック輸送に順次切りかわり、1998年（平成10年）に廃止された。
その後も当駅と山陰本線岡見駅の間 にはタキ1100形で編成された専用貨物列車が1日1往復運転され、伊佐セメント工場からは炭酸カルシウム（石灰石）が中国電力三隅火力発電所へ、逆に三隅火力発電所からはフライアッシュ（石炭灰）が伊佐セメント工場へそれぞれ輸送されていたが、この列車は2013年に運行を休止、そのまま2014年に廃止された。

## 利用状況
1日の平均乗車人員は以下の通りである。
| 乗車人員推移 | 乗車人員推移 |
| 年度         | 1日平均人数  |
| ------------ | ------------ |
| 1999         | 601          |
| 2000         | 607          |
| 2001         | 549          |
| 2002         | 488          |
| 2003         | 473          |
| 2004         | 470          |
| 2005         | 466          |
| 2006         | 444          |
| 2007         | 427          |
| 2008         | 447          |
| 2009         | 418          |
| 2010         | 394          |
| 2011         | 451          |
| 2012         | 374          |
| 2013         | 386          |
| 2014         | 350          |
| 2015         | 319          |
| 2016         | 320          |
| 2017         | 334          |
| 2018         | 346          |
| 2019         | 309          |
| 2020         | 290          |
| 2021         | 264          |
| 2022         | 272          |

## 駅周辺
駅は一方にのみ開かれており、駅裏への自由通路は設けられていない。
美祢市の中心部の北西端に位置する。駅の南側を国道435号、東側を国道316号が通り、国道435号のさらに南側を厚狭川が流れている。
- 美祢市役所
- 山口県美祢警察署
- 美祢市消防本部・美祢市消防署
- 美祢郵便局
- 山口銀行美祢支店

### バス路線
いずれのバス会社も窓口はない。なお、駅東側の保線区構内に船木鉄道美祢営業所が位置する。
- ブルーライン交通
  - 来福台、豊田町西市方面
- サンデン交通
  - 厚保・湯谷・小月・下関方面
- 船木鉄道
  - 於福・秋芳洞・堀越・厚狭方面
- 西日本鉄道
  - 高速バス「おとずれ号」：小倉南・福岡・長門方面

備考
- 2016年9月までは中国JRバス（秋吉線）が乗り入れており、秋芳洞・山口駅方面へ運行していた[13]。
- 2018年9月まではサンデン交通が秋芳洞まで運行していた。

## 隣の駅
西日本旅客鉄道（JR西日本）
■美祢線
南大嶺駅 - 美祢駅 - 重安駅